# Herb Lublińca
Herb Lublińca – jeden z symboli miasta Lubliniec w postaci herbu ustanowiony 25 lutego 2016 roku.

## Wygląd i symbolika
Herb przedstawia na tarczy dwudzielnej w pas, po heraldycznie prawej stronie pół złotego górnośląskiego orła zwróconego w prawą stronę, w polu błękitnym, po heraldycznie lewej stronie pięć srebrnych gwiazd w słup, w układzie 3-2, w polu barwy czerwonej.

## Historia

Herb do 2016 roku

Przed rokiem 2006  miasto używało przejściowo herbu o obydwu polach błękitnych, w 2016 powrócono do historycznych barw. Herbu z czerwonym polem z gwiazdami miasto używało jeszcze w 1936 roku.